# Brian Cowen
Brian Cowen (1960) fue Taoiseach (primer ministro) de la República de Irlanda (Taoiseach). Perteneció al partido político Fianna Fáil. Su período de gobierno comenzó el 7 de mayo de 2008, tras la dimisión de Bertie Ahern y terminó el 9 de marzo de 2011 tras la derrota de su partido en las elecciones generales anticipadas del mes anterior.
Antes ocupó los cargos de Ministro del Trabajo (1992-1993), Ministro de Energía (1993), Ministro del Transporte, Energía y Telecomunicaciones (1993-1994), Ministro de la Salud y de la Infancia (1997-2000), Ministro de Asuntos Exteriores (2000-2004) y de Ministro de Finanzas (2004-2008). Fue Tánaiste (vice primer ministro) entre 2007 y 2008.